# Ostenzivní definice
Ostenzivní definice (též ostenze, definice demonstrací) je typ definice, při kterém je slovní definiens nahrazeno názornou ukázkou denotátu. Typickým příkladem ostenzivní definice je ukázání/ukazování na denotát.
První soustavnou teorii ostenze vypracoval Aurelius Augustinus v traktátu O učiteli (De magistro). S definicí ukazování se setkáváme již dříve, v Platónově dialogu Kratylos.
Ostenze je běžným prostředkem vyučování názorného, typickým příkladem je školní experiment. Jan Ámos Komenský zařadil ostenzivní definici do prvního bodu své koncepce slovně názorného učení. Ve školství se využívají makety (např. vycpávky zvířat, preparáty), které slouží jako vzorový model popisované skutečnosti nebo předmětu.